# Edvard Ploman
Per Gustaf Edvard Ploman (i riksdagen kallad Ploman i Nyköping), född 5 juni 1847 i Södertälje, död 26 januari 1936 i Nyköping, var en svensk ämbetsman och politiker. Han var far till Edward, Fritz och Karl Gustaf Ploman.
Ploman var rådman i Nyköping 1875–1885 och därefter landskamrerare i Södermanlands län  fram till 1912. Han var riksdagsledamot i andra kammaren 1897–1899 för Nyköpings, Torshälla, Strängnäs, Mariefreds och Trosa valkrets, och tillhörde under 1899 den liberalt orienterade Friesenska diskussionsklubben. I riksdagen var han suppleant i särskilda utskottet 1898 och ledamot i samma utskott 1899.